# Mai Thị Hoa
Mai Thị Hoa (sinh năm 1982) là một trong số rất ít những vận động viên xuất sắc của bóng chuyền bãi biển nữ Việt Nam. Cô sinh ra ở vùng đất Tiền Giang và tạo dựng nên tên tuổi ở Thành phố Hồ Chí Minh.

## Thành tích thi đấu
Năm 2001, lần đầu tiên xuất ngoại dự giải bóng chuyền bãi biển nữ châu Á, Mai Hoa và người bạn đồng hành Cẩm Hồng đã kết thúc tại giải với vị trí thứ 17.
Năm 2003, cùng với Cẩm Hồng, Mai Hoa lên ngôi vô địch suốt 3 vòng trong khuôn khổ giải bóng chuyền bãi biển toàn quốc, và đã cải thiện vị trí tại Tour đấu trên đất Thái Lan khi kết thúc với hạng 5. Cùng năm, Mai Hoa đứng cặp cùng Vĩnh Linh và dành Huy Chương Đồng tại Sea Games 22.
Năm 2004, 2005, 2006 bộ đôi Mai Hoa/Cẩm Hồng trở thành một bộ đôi nữ hoàng của bóng chuyền bãi biển Việt Nam, họ thống trị mọi giải đấu trong nước, là nỗi khiếp sợ cho mọi đối thủ trên đấu trường Việt Nam và cũng xuất sắc giành được vị trí thứ 5 tại Giải vô địch châu Á năm 2005 (chỉ sau 2 đôi Trung Quốc và 2 đôi Thái Lan)
Năm 2007, Mai Hoa chính thức nói lời chia tay với bóng chuyền bãi biển để lập gia đình.
Năm 2010, Mai Hoa trở lại một cách rất ấn tượng khi chỉ sau 3 tháng làm quen lại với sân tập, chị đã cùng Nguyễn Thị Tiệp giành được Huy Chương Bạc giải bóng chuyền bãi biển toàn quốc, Huy Chương Bạc Đại hội Thể dục Thể thao toàn quốc và lên ngôi vô địch giải bóng chuyền bãi biển nữ quốc tế Tanimex Cup.
Cùng năm, Mai Hoa tiếp tục giã từ sân đấu vì những lý do cá nhân.
Năm 2013, Mai Hoa – Cẩm Hồng trở lại với nhau sau nhiều năm xa cách. Tuy thể lực có phần sút giảm vì tuổi tác nhưng họ vẫn thi đấu một cách kiên cường và chỉ chịu thua hai đối thủ trẻ khoẻ đến từ Australia, Trung Quốc tại Giải Bóng Chuyền Bãi Biển Nữ quốc tế Sanna Cup 2013.
Ngay sau đó, tại Vòng 2 Giải BCBB toàn quốc diễn ra tại Đồ Sơn - Hải Phòng; bộ đôi Hoa/Hồng lại đứng trên bục cao nhất một cách đầy thuyết phục sau khi vượt qua Mãi/Huyền (Hải Phòng) ở trận bán kết và Ngân/Nhung (Sanna Khánh Hòa) cùng với tỉ số 2-0